# 西西里岛弗兰卡维拉
西西里岛弗兰卡维拉（義大利語：Francavilla di Sicilia）是意大利西西里大区墨西拿廣域市的一个市镇。总面积82平方公里，人口4093人，人口密度49.9人/平方公里（2009年）。ISTAT代码为083025。